# In the Bishop's Carriage
Pour plus de détails, voir Fiche technique et Distribution.
In the Bishop's Carriage est un film muet américain réalisé par J. Searle Dawley et Edwin S. Porter, sorti en 1913.

## Synopsis
Une jeune femme, complice d'un voleur et escroc, devient actrice à succès…

## Fiche technique
- Titre original : In the Bishop's Carriage
- Réalisation : J. Searle Dawley et Edwin S. Porter
- Scénario : B. P. Schulberg d'après le roman éponyme de Miriam Michelson (en)
- Photographie : H. Lyman Broening
- Société de production : Famous Players Film Company
- Pays d’origine :  États-Unis
- Langue originale : anglais
- Format : noir et blanc — 35 mm — 1,37:1 — Muet
- Genre : Comédie dramatique
- Durée : 4 ou 5 bobines
- Date de sortie :
  - États-Unis : 10 septembre 1913
- Licence : domaine public

## Distribution
- Mary Pickford : Nance Olden
- David Wall : Tom Dorgan
- House Peters : Obermuller
- Grace Henderson : Mme Ramsey
- John Steppling : M. Ramsey
- George Moss : l'évêque
- Howard Missimer : l'inspecteur
- Camille Dalberg : l'actrice